# La Habana (club de fútbol)
El La Habana es un equipo de fútbol de Cuba que juega en el Campeonato Nacional de Fútbol de Cuba, la primera división de fútbol en el país.

## Palmarés
- Campeonato Nacional de Fútbol de Cuba: 5

1916, 1965, 1966, 1967, 2025

## Jugadores
Jugadores notables
- Sergio Padrón
- Jorge Massó
- José Luis Elejalde
- Luis Hernández Heres
- Carlos Loredo
- Francisco Fariñas
- Miguel Rivero
- Luis Holmaza
- Luis Manuel Sánchez
- Pietro Resta[3][4]

## Entrenadores
- Roberto Coda (2005–2008)[5][6][7]
- Jesús Tosca Sánchez (2019 2020)[8][9][10]
- Jaine Colomé (noviembre de 2020–agosto de 2023)[10][11][12]